# 明時舉
明時舉（1583年—？年），字直卿，號虞繇，四川省順慶府南充縣人，明朝政治人物。

## 生平
己酉四川鄉試第六名舉人，萬曆三十八年（1610年）庚戌科會試二百二十四名，第三甲第一百九十九名進士。大理寺觀政，授江西峽江縣知縣，調繁廬陵縣，丁憂去職。萬曆四十六年（1618年）閏四月內補保定府博野縣，四十七年入覲留部。
天啓元年（1621年）正月选授兵科給事中，因遼東需要增兵，与御史李达奉命往四川募兵，永宁司宣抚奢崇明乘机叛乱，巡抚徐可求等人被杀，明时举、李达逃窜脱身，二年三月大学士掌兵部事孫承宗彈劾二人募兵激变，被逮捕下獄，三年二月被黜为民。

## 家族
曾祖明儉，封奉政大夫；祖明幼學，庠生；父明誥，儒官，封文林郎；母王氏。嚴侍下；兄明時顯（庠生）；明時過（儒生），弟明之胤（同科聯第）。